# Agrostis arcta
Agrostis arcta é uma espécie de gramínea do gênero Agrostis, pertencente à família Poaceae.